# Robert Skidelsky
Robert Skidelsky, né le 25 avril 1939, est un économiste britannique d'origine russe. Il est l'auteur d'une biographie en trois volumes de John Maynard Keynes qui a reçu de nombreux prix. Il est actuellement professeur émérite de sciences économiques à l'Université de Warwick. Il est fait pair à vie (baron Skidelsky) en 1991.

## Formation et carrière universitaire
Les parents de Robert Skidelsky, Boris Skidelsky et Galia Sapelkin, sont des britanniques d'origine russe. Sa famille paternelle est juive, sa famille maternelle chrétienne. Skidelsky étudie l'histoire au Jesus College, université d'Oxford. De 1961 à 1969, il est étudiant chercheur, chercheur, puis research fellow au Nuffield College d'Oxford. En 1967, il publie son premier livre, Politicians and the Slump, basé sur sa thèse (le livre explique comment les hommes politiques britanniques ont géré la Grande Dépression). En 1969, il publie un livre intitulé English progressive schools. 
Une bourse de recherche de deux ans lui permet de commencer une biographie d'Oswald Mosley qui est publiée en 1975. La controverse autour de ce livre amène l'Université Johns-Hopkins où il est professeur associé à refuser de le nommer professeur permanent. Il se heurte au même refus de la part de l'université d'Oxford. Aussi l'essentiel de son enseignement est donné dans des universités de moindre réputation (Polytechnique du nord de Londres, et Université de Warwick où il est professeur d'études internationales). Par la suite il se focalise sur l'étude de Keynes dont il est un spécialiste reconnu.
Skidelsky est membre honoraire du Jesus College, Oxford, et devient en 1994 membre de la British Academy.

## L'homme public et l'homme d'affaires
Skidelsky est membre de plusieurs partis : d'abord membre du Parti travailliste, il le quitte pour devenir membre fondateur du Parti social-démocrate dont il est membre jusqu'à sa dissolution en 1992. À cette date, il devient porte-parole du Parti conservateur à la Chambre des lords d'abord pour les affaires culturelles puis pour les affaires financières. Il est démis de ses fonctions à la suite de son opposition aux bombardements par l'OTAN en ex-Yougoslavie.
Il est responsable du think tank le Social Market Foundation entre 1991 et 2001. Il est aussi depuis 2002 responsable du Global Policy Institute et membre du Manhattan Institute. Il est directeur du Moscow School of Political Studies et secrétaire exécutif du UK/Russia Roundtable
Depuis 2003, Skidelsky est directeur non-executif du fond Janus Capital, et depuis 2005, du hedge fund, the Greater Europe Fund. En 2008, il est également directeur non exécutif de Sistema, le géant russe des télécommunications.
Skidelsky écrit deux fois par mois dans le journal russe Vedomosti, ainsi qu'une chronique mensuelle intitulée « Against the Current » pour des journaux un peu partout dans le monde.

## Publications
- 1967 : Politicians and the Slump
- 1975 : Oswald Mosley
- 1983 : John Maynard Keynes: Hopes Betrayed, 1883-1920
- 1992 : John Maynard Keynes: The Economist as Savior, 1920-1937
- 1993 : Interests and Obsessions: Historical Essays (Macmillan)
- 1995 : The World After Communism: A Polemic for our Times (Macmillan). Publié aux États-Unis sous le titre The Road from Serfdom: The Economic and Political Consequences of the End of Communism
- 1996 : Keynes (Oxford University Press: Past Masters)
- 2000 : John Maynard Keynes: Fighting for Britain, 1937-1946 Macmillan
- 2003 : John Maynard Keynes Macmillan, 1021 pages
- 2012 : "How much is enough?", coécrit avec son fils Edward Skideslky